# Војислав Милинковић
Војислав Милинковић (1895-1943) био је драгачевски каменорезац из села Котража, син мајстора Обрада Милинковића.

## Живот
Клесарско умеће учио од оца. Вешт мајстор-занатлија. Израдио велики број крајпуташа и споменика по гробљима родног села, Белог Камена, Пшаника, Криваче, Лисе, Миросаљаца и Доњег Дубца. 
Као таоца, стрељали су га Немци у Краљеву на Видовдан, 28. јуна 1943.

## Дело
Израђивао споменике од пешчара са карактеристичном „капом” или надвишене крстом, на које је урезивао подуже епитафе,  различите хришћанске симболе; орнаменте; представе голубова који зобљу грожђе; оружје и друга војничка знамења; алате и различите предмете који ближе описују личност и друштвени положај покојника.